# Riccardo d'Altavilla
Riccardo d'Altavilla, noto anche come Riccardo Siniscalco (1045 – 1118-1125 circa, da non confondere con l'omonimo cugino Riccardo di Salerno), è stato un nobile appartenente alla dinastia Normanna degli Altavilla. Fu Siniscalco di Puglia e Calabria dal 1101.

## Biografia
Riccardo d'Altavilla nacque intorno al 1045, figlio di Drogone d'Altavilla, conte di Puglia e Calabria, e di Gaitelgrima di Salerno (o Altrude), principessa longobarda figlia di Guaimario III, principe di Salerno. Fratelli di suo padre erano Guglielmo ed Umfredo d'Altavilla, che assunsero entrambi il titolo di Conti di Apulia e Calabria. Fratellastri del padre erano invece altri due rampolli d'Altavilla: il celebre Roberto il Guiscardo che divenne il primo Duca di Apulia e Calabria e Ruggero I, detto Bosso, Gran conte di Sicilia.
Alla morte del padre, nel 1051, Riccardo pur essendo l'erede naturale, era ancora troppo giovane per succedergli e il titolo comitale fu assunto dallo zio Umfredo, che sposò sua madre, la vedova Gaitelgrima e assunse la tutela del piccolo. Morto il patrigno Umfredo nel 1057, l'altro zio Roberto il Guiscardo, assunse la tutela sia di Riccardo che dei due cugini (nati da Umfredo e dalla sua prima moglie): Abelardo ed Ermanno; a tutti e tre però Roberto il Guiscardo confiscò beni e diritti di successione. Nel 1064 Abelardo, ormai ventenne, si ribellò al Guiscardo usurpatore, ma Riccardo, anziché allearsi con Abelardo, si alleò proprio con Roberto il Guiscardo e l'ultimo zio Altavilla, Ruggero I, combattendo al loro fianco anche in alcune battaglie della campagna di conquista della Sicilia. Di certo egli fu presente alla caduta di Bari, conquistata dal Guiscardo nell'aprile del 1071, e combatté valorosamente contro la parte avversa degli Altavilla ed i loro alleati fra il 1078 e il 1080, anno della morte di Abelardo. Per il sostegno dato alle imprese del Guiscardo fu riconfermato conte di Castellaneta, Oria, Massafra e Mottola.
Nel 1101 fu nominato Siniscalco di Puglia e Calabria dal duca Ruggero Borsa, figlio e successore del Guiscardo.
Nel settembre 1108 inviò i suoi cancellieri, l'eunuco Basilio e Il notaio Costantino, quali testimoni del trattato di Devol, che concluse il conflitto tra Boemondo e Alessio I Comneno.
Sposò in prime nozze Altrude, quindi Alvereda (o Alfreda).
Fu titolare di un vasto dominio tra Puglia, Calabria e Campania meridionale, destinato a dissolversi rapidamente dopo la sua morte senza eredi nel 1117. Tale dominio era privo di continuità territoriale, ma questo, se gli richiedeva continui spostamenti da un posto all’altro, non gli impedì di cercare di consolidarlo anche attraverso un collegamento stretto con le esperienze religiose più vive in atto nelle aree di suo interesse, grazie a numerose e ricche donazioni che egli fece dal 1081 al 1115 agli istituti dei Benedettini compresi nel territorio della sua contea, agli abati di Bari e del monte Tabor ed alle chiese di Calabria e di Basilicata.